# Mouvement pour la communauté
 (octobre 2009).
Le Mouvement pour la communauté (MPC) est créé à Paris le 13 mars 1959 par Jacques Dauer (animateur des jeunes du RPF), Louis Joxe et Raymond Schmittlein. Appelé « Mouvement Pour la Coopération », à Alger, il a pour objectif premier de soutenir la politique algérienne de Charles de Gaulle, et pour vocation politique, de réconcilier les deux communautés algérienne et européenne. Ce mouvement deviendra très vite un groupe surnommé « Le Talion », qui agira dans l'ombre, pour contrer l'OAS et utilisera les mêmes méthodes dures, comme le plasticage, enlèvements et tortures. Sous la direction de Pierre Lemarchand, un groupe de 200 combattants non authentifiés ou, pour peu d'entre eux, appartenant au SAC, est recruté par le gouvernement en place soutenu par les ministres Roger Frey et son assistant Alexandre Sanguinetti.

## Historique
À la fin de la IVe République, une organisation de jeunes gaullistes issus du RPF va soutenir énergiquement la politique du Général de Gaulle, publiant tout d'abord Paris-Jeunes pendant la Traversée du désert, puis Le télégramme de Paris. Ces militants ont fourni la base du MPC, mouvement destiné théoriquement à soutenir la politique gaulliste de la Communauté des pays ayant acquis leur indépendance vis-à-vis de la France. 
En 1966, après les difficultés liées aux affaires d'Algérie, ils formeront le Front du Progrès, ce changement de nom symbolisant une volonté de renouvellement dans ce courant du gaullisme de gauche d'abord marqué par le militantisme gaulliste en Algérie. Le Front du Progrès fusionnera plus tard avec d'autres partis au sein du Mouvement solidarité participation. En 1994, Jacques Dauer fonde l'Académie du gaullisme et en assure le poste de secrétaire général. Il meurt le 3 septembre 2008.

### Face à la crise algérienne
Il faut distinguer entre le MPC de Paris, dirigé par Jacques Dauer et Michel Rodet, aux buts essentiellement politiques, et l'activisme qui s'est déployé sous son égide sur le terrain, en Algérie, en réponse aux assassinats de ses militants par l'OAS[réf. nécessaire]. Ces agents du MPC d'Algérie, militants ou mercenaires, étaient chargés, sous la direction de Lucien Bitterlin et d'André Goulay, anciens du service d'ordre du RPF, de contrer et de démanteler les réseaux formés par l'Organisation de l'armée secrète qui prenaient racine dans la population Pieds-noirs d'Algérie et qui de surcroît, menaçaient la politique gaulliste. Selon ses détracteurs, le MPC avait carte blanche [Qui ?]  pour mener à bien ses actions et fut rebaptisé Mouvement pour la coopération pour les besoins de ses activités, mais surtout, il fut chargé d'infiltrer le mouvement OAS et d’en éliminer des membres actifs. Cependant, d'après son témoignage, Jacques Dauer prend ses distances avec Lucien Bitterlin et tous ceux qui risquent d'utiliser le nom du MPC pour des actions armées, comme le montre le communiqué qu'il publia le 10 janvier 1961, l'objet du MPC se limitant à du militantisme et à la de la propagande politique, et non de verser dans l'activisme. Jacques Dauer suspend les fonctions de Lucien Bitterlin par lettre du 16 décembre 1961 et procède à la dissolution du MPC d'Algérie . Il faut également lire le témoignage et les explications de Jacques Dauer et Michel Rodet dans Les orphelins du gaullisme (Julliard, 1962).
L’ancien ministre gaulliste Louis Terrenoire écrit que « parmi les gaullistes qui étaient ardemment désireux de militer pour (…) tenter de « sauver » les pieds-noirs de l’OAS, Lucien Bitterlin décida (…) d’implanter le Mouvement pour la Communauté (MPC) qui avait ses assises en France et que présidait le Cadi Benhoura »

### Naissance du groupe «Le Talion»
Le Talion succède au MPC, et sa base se situe dans la villa Andréa (Dar Es Saada), sur les hauteurs d'El Biar aux environs d’Alger, les membres engagés dans ce mouvement composé de policiers volontaires mais aussi de personnes peu recommandables et difficilement contrôlables étant confrontés aux violences du conflit algérien. 
L’affaire Camille Petitjean, que les barbouzes torturent et assassinent à la demande du chef FLN de la zone autonome d'Alger Si Azzedine, et qui sera révélée par tous les quotidiens français et plus particulièrement par le journal L'Écho d'Alger, révolte et indigne l'opinion française. En dépit de quatre années d'enlèvements et de tortures, le ministre de l'Intérieur Roger Frey, à une question d'un député, à l'Assemblée nationale, le 7 mai 1966, répond ainsi :
« J'affirme solennellement, une fois pour toutes, qu'il n'y a pas en France de police parallèle et qu'il faut que cessent ces calomnies odieuses, ces racontars déshonorants, ces histoires de barbouzes, qui n'ont même plus le mérite d'être drôles. Il faut que le pays sache qu'il n'y a en France que les forces régulières de la Sûreté Nationale, de la Préfecture de Police et de la Gendarmerie Nationale. »
Le Talion-MPC, étroitement lié avec certains services de police (notamment la mission C, structure formée de policiers fidèles au général de Gaulle), avec plusieurs indépendantistes algériens du FLN, avec le Parti communiste en Algérie et l'Association pour le soutien à Charles de Gaulle (dirigé par Yves Le Tac), était financé sur les fonds secrets gérées par la délégation du gouvernement d'Algérie, placée sous la direction de Jean Morin[réf. incomplète]. La Délégation du gouvernement en Algérie (délégué général : Paul Delouvrier de 1958 à 1960 et qui fut remplacé par Jean Morin) publie un communiqué niant l’existence de polices parallèles en Algérie[réf. nécessaire]. Toutefois, après cette annonce, les membres du Talion-MPC , qui avaient été appelés barbouzes par l'OAS, arrêtent leurs opérations et sont rappelés en France métropolitaine. Ce retour fut aussi la conséquence des combats acharnés entre OAS et Talion-MPC qui ont mené à l'élimination de près de la moitié des membres de ce dernier[réf. nécessaire]. L'ensemble des fonds consacrés à ces opérations a été évalué à environ 990 millions de francs (soit à peu près 150 millions d'euros).[réf. nécessaire].